# Moncef Bel Hadj Amor
Pour les articles homonymes, voir Bel Hadj et Amor.
Moncef Bel Hadj Amor ou Moncef Belhaj Amor (arabe : منصف بلحاج عمر), né le 21 septembre 1931 à Béni Khiar et décédé le 17 mai 2010 à Carthage, est un homme politique tunisien.

## Biographie

### Formation
Bel Hadj Amor poursuit ses études secondaires au lycée Alaoui et au lycée Carnot de Tunis. Il entame des études supérieures de lettres à l'Institut des hautes études de Tunis et obtient une licence en droit de ce même institut dépendant de la faculté de droit de Paris.

### Homme politique
Il préside la municipalité de sa ville natale, Béni Khiar, et accomplit près de cinq mandats, dont deux en tant que maire. Il est aussi le premier président de l'association des anciens élèves du lycée Alaoui.
C'est en 1958 qu'il commence sa carrière politique au sein du ministère des Finances. Au début des années 1970, il devient chef de cabinet du ministre puis secrétaire général auprès d'Hédi Nouira. Grâce à ses efforts, il cumule les fonctions de secrétaire général du gouvernement ainsi que de ministre des Relations avec la Chambre des députés. Il contribue à la modernisation de l'administration et au renforcement de ses structures. Il entame aussi une vaste réforme du fonctionnement administratif, des rouages et des procédures, plaidant pour une déconcentration progressive mais totale et une décentralisation des pouvoirs au profit des gouvernorats. 
Il quitte le gouvernement en 1977 pour devenir consultant en administration publique. Mais lorsque Mohamed Mzali devient Premier ministre en avril 1980, il est rappelé en tant que ministre de la Fonction publique et de la Réforme administrative puis en tant que ministre de l'Habitat dès décembre 1980.
En tant que ministre de l'Habitat, il met en œuvre une nouvelle vision de l'aménagement du territoire et de l'urbanisme. En août 1984, il quitte définitivement le gouvernement après un désaccord avec Mzali.

### Expert international
Après avoir quitté le gouvernement, le patron de l'Agence tunisienne de coopération technique, Hamed Zeghal, lui propose de mettre à profit son expérience en faveur des pays en développement sous la bannière de la Banque mondiale ; il effectue donc une première mission d'expert en organisation administrative auprès du gouvernement mauritanien à Nouakchott. Le succès du projet le conduit à être désigné pour conduire une mission de reconstruction de l'administration du Cambodge.
En juin 1988, il entreprend une carrière de consultant auprès de la Banque mondiale et du Fonds monétaire international qui l'amène dans des pays aussi divers que la Mauritanie, le Laos, le Kazakhstan et le Cambodge.
À sa mort des suites d'une maladie, il est inhumé à Béni Khiar. Il laisse deux filles et son épouse. 

## Décorations
Les services qu'il a rendus en tant que ministre et consultant lui ont valu de nombreuses décorations et distinctions honorifiques telles que :
- Grand officier de l'ordre de la République ;
- Grand cordon de l'ordre de l'Indépendance ;
- Grand officier de l'ordre d'Orange-Nassau du Royaume des Pays-Bas ;
- Grand-croix de l'ordre de Léopold II du Royaume de Belgique ;
- Grand-croix de l'ordre de Mérite du grand-duché de Luxembourg ;
- Commandeur de la Légion d'honneur de la République française ;
- Grand-croix de l'ordre du Mérite du service diplomatique de la République de Corée.